# Prunus microphylla
Prunus microphylla är en rosväxtart som först beskrevs av Carl Sigismund Kunth, och fick sitt nu gällande namn av William Botting Hemsley. Prunus microphylla ingår i släktet prunusar, och familjen rosväxter. Inga underarter finns listade i Catalogue of Life.